# Bernreith (Gemeinde Ottenschlag)
Bernreith ist eine Ortschaft und eine Katastralgemeinde der Gemeinde Ottenschlag im Bezirk Zwettl in Niederösterreich. Die Ortschaft hat 46 Einwohner (Stand 1. Jänner 2024).

## Geografie
Das Dorf befindet sich nordwestlich von Ottenschlag an der Landesstraße L7180. Im Osten fließt die Große Krems am Ort vorüber, wo ihre Wasserkraft für Mühlen und Sägewerk genutzt wird.

## Siedlungsentwicklung
Zum Jahreswechsel 1979/1980 befanden sich in der Katastralgemeinde Bernreith insgesamt 32 Bauflächen mit 15.455 m² und 15 Gärten auf 1.259 m², 1989/1990 gab es 32 Bauflächen. 1999/2000 war die Zahl der Bauflächen auf 68 angewachsen und 2009/2010 bestanden 54 Gebäude auf 78 Bauflächen.

## Geschichte
Der Ort wird 1240 erstmals schriftlich als Pernreut erwähnt, der Name deutet auf eine Rodung des „Perno“ hin.
Im Jahr 1822 wurde der Ort als Dorf mit 20 Häusern genannt, das nach Ottenschlag eingepfarrt war, wohin auch die Kinder eingeschult wurden. Die Herrschaft Ottenschlag besaß die Ortsobrigkeit, übte die Landgerichtsbarkeit aus, besorgte die Konskription und hatte die Grundherrschaft inne.
Nach der Entstehung der Ortsgemeinden 1849 wurde der Ort eine Katastralgemeinde der Gemeinde Neuhof, zu dieser zählte auch der nördlich liegende Ort Oedwinkel.
1858 wird kleine Betkapelle im Ort errichtet.
Laut Adressbuch von Österreich waren im Jahr 1938 in Bernreith ein Holzwarenerzeuger, zwei Mühlen, ein Sägewerk, ein Viehhändler und mehrere Landwirte mit Direktvertrieb ansässig.
Im Zuge der Niederösterreichische Kommunalstrukturverbesserung wurde der Ort durch die Auflösung der Gemeinde Neuhof am 1. Januar 1968 ein Teil von Ottenschlag.

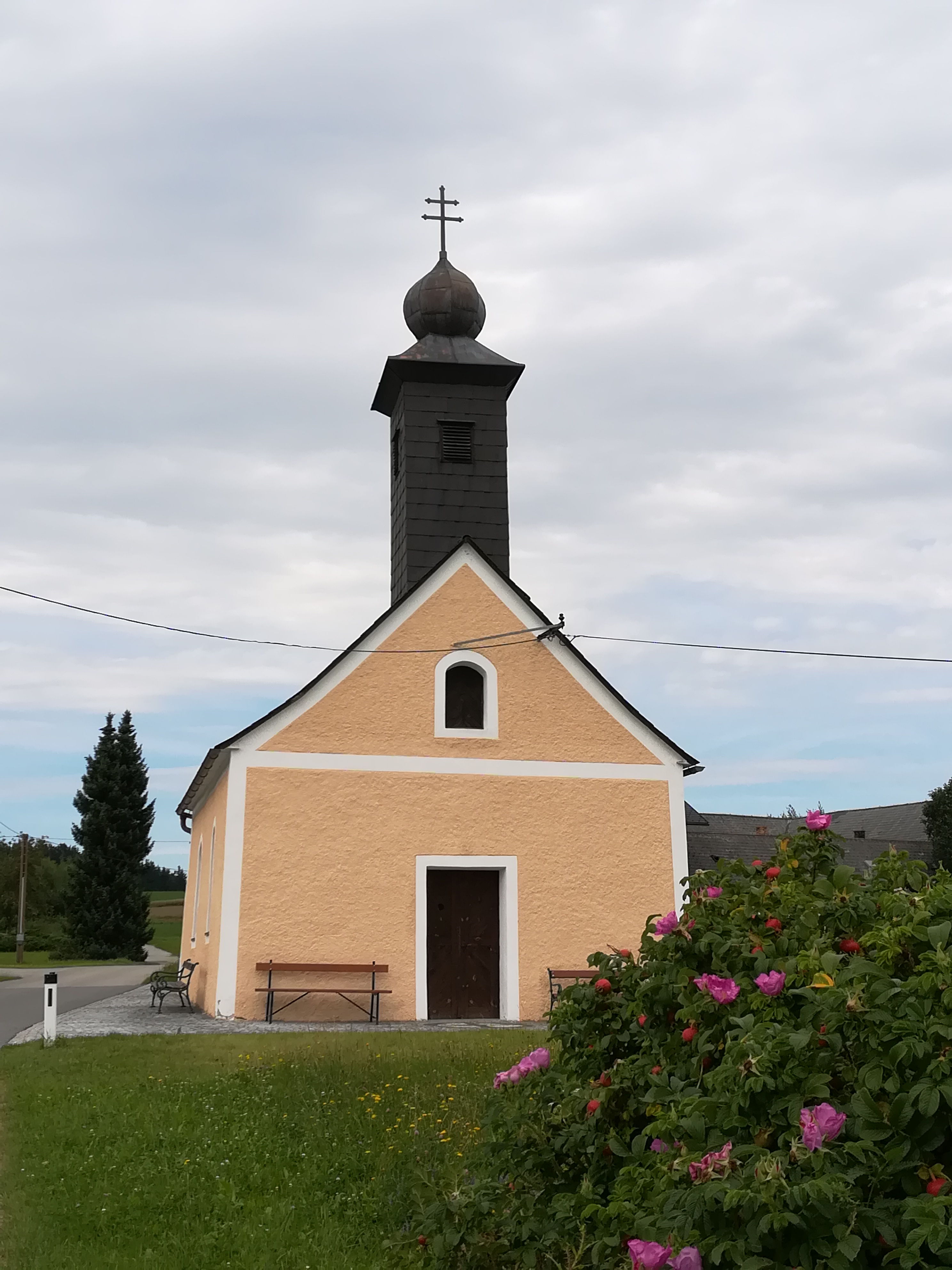
Ortskapelle Bernreith
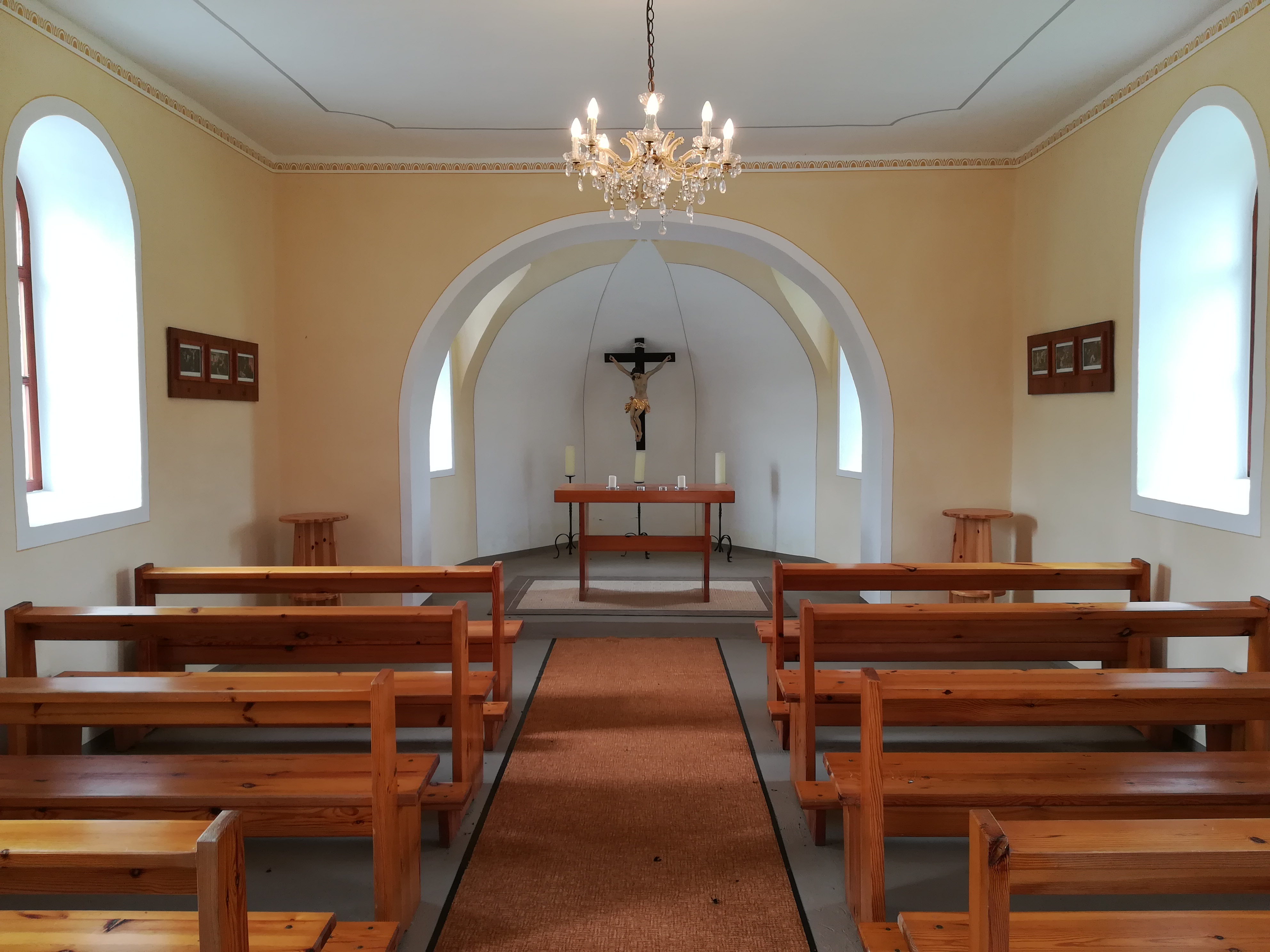
Ortskapelle Bernreith, Innenansicht
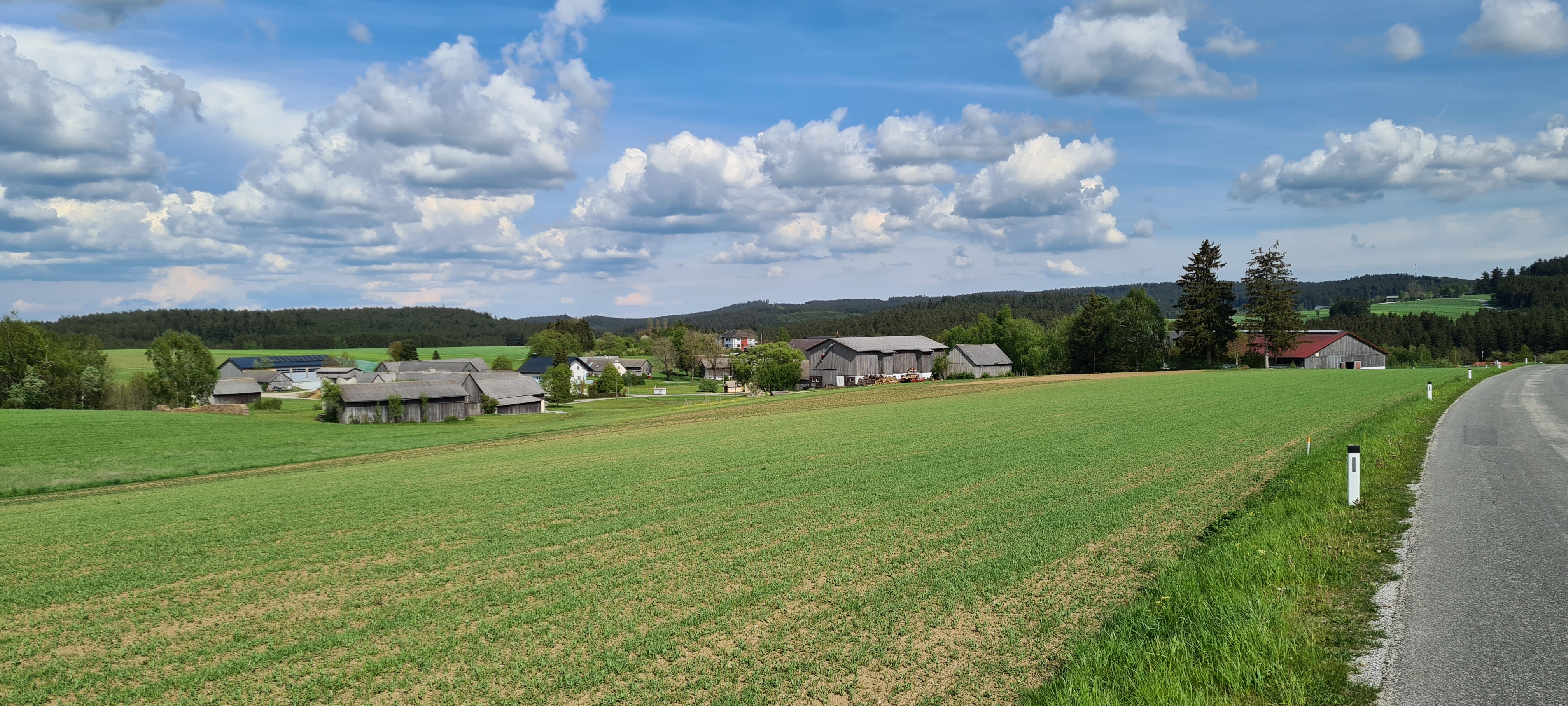
Blick auf Bernreith

## Bodennutzung
Die Katastralgemeinde ist landwirtschaftlich geprägt. 206 Hektar wurden zum Jahreswechsel 1979/1980 landwirtschaftlich genutzt und 194 Hektar waren forstwirtschaftlich geführte Waldflächen. 1999/2000 wurde auf 195 Hektar Landwirtschaft betrieben und 200 Hektar waren als forstwirtschaftlich genutzte Flächen ausgewiesen. Ende 2018 waren 184 Hektar als landwirtschaftliche Flächen genutzt und Forstwirtschaft wurde auf 205 Hektar betrieben. Die durchschnittliche Bodenklimazahl von Bernreith beträgt 28 (Stand 2010).